# Нижний Армязь
Нижний Армязь — деревня в Камбарском районе Удмуртии. Административный центр Армязьского сельского поселения.

## География
Деревня расположена на юго-востоке республики на расстоянии примерно в 23 километрах по прямой к северо-западу от районного центра Камбарки.
Часовой пояс
Деревня Нижний Армязь как и вся Удмуртия, находится в часовой зоне МСК+1. Смещение применяемого времени относительно UTC составляет +4:00.

## Население
| 2010 | 2012 |
| ---- | ---- |
| 633  | ↘630 |

Национальный состав
Согласно результатам переписи 2002 года, русские составляли 75 % из 772 чел..